# Welsh Cup 1891-92
Welsh Cup 1891–92 var den 15. udgave af Welsh Cup, og turneringen havde deltagelse af 25 hold. Finalen blev afviklet den 18. april 1892 på Racecourse Ground i Wrexham, hvor Chirk AAA FC vandt 2-1 over Westminster Rovers AFC. Dermed sikrede Chirk AAA FC sig sin fjerde triumf i Welsh Cup – de første tre titler blev vundet i sæsonerne 1886-87, 1887-88 og 1889-90. Til gengæld var Westminster Rovers FC i Welsh Cup-finalen for første gang.

## Resultater

### Første runde
25 hold spillede om 16 pladser i anden runde. Syv hold, Builth FC, Cardiff FC, Denbigh FC, Ellesmere Volunteers FC, Gresford FC, Nantwich FC og Wrexham Victoria FC, var oversiddere og gik derfor videre til anden runde uden kamp.
| Dato   | Kamp                                         | Res.   | Spillested |
| ------ | -------------------------------------------- | ------ | ---------- |
|        | Brymbo Institute FC – Westminster Rovers FC  | [0]3–4 |            |
|        | Chirk AAA FC – Oswestry FC                   | w.o.   |            |
|        | Druids FC – Ruabon FC                        | 4–2    |            |
|        | Newtown AFC – Rhayader FC                    | 6–1    |            |
|        | Portmadoc FC – Bangor FC                     | 1–4    |            |
|        | Rhosllanerchrugog FC – Llangollen Rovers FC  | 6–1    |            |
|        | Saltney FC – Crewe Alexandra Hornets         | 0–5    |            |
|        | Wellington St George FC – Shrewsbury Town FC | 2–3    |            |
|        | Wrexham AFC – Rhosyllen Victoria FC          | 2–1    |            |
| Omkamp |                                              |        |            |
|        | Brymbo Institute FC – Westminster Rovers FC  | 1–4    |            |

### Anden runde
16 hold spillede om otte ledige pladser i kvartfinalerne.
| Dato         | Kamp                                   | Res. | Spillested |
| ------------ | -------------------------------------- | ---- | ---------- |
|              | Chirk AAA FC – Ellesmere Volunteers FC | 9–0  |            |
|              | Crewe Alexandra Hornets – Nantwich FC  | w.o. |            |
|              | Denbigh FC – Bangor FC                 | 0–0  |            |
|              | Gresford FC – Westminster Rovers FC    | 1–6  |            |
|              | Newtown AFC – Builth FC                | 6–1  |            |
|              | Rhosllanerchugog FC – Druids FC        | 2–1  |            |
|              | Shrewsbury Town FC – Cardiff FC        | w.o. |            |
|              | Wrexham AFC – Wrexham Victoria FC      | 8–1  |            |
| Omkamp       |                                        |      |            |
|              | Denbigh FC – Bangor FC                 | 2–2  |            |
| Anden omkamp |                                        |      |            |
|              | Denbigh FC – Bangor FC                 | 1–3  |            |

### Kvartfinaler
De otte hold, der var gået videre fra anden runde, spillede om fire ledige pladser i semifinalerne.
| Dato | Kamp                                            | Res. | Spillested |
| ---- | ----------------------------------------------- | ---- | ---------- |
|      | Bangor FC – Chirk AAA FC                        | 0–1  |            |
|      | Crewe Alexandra Hornets – Westminster Rovers FC | ?    |            |
|      | Wrexham AFC – Rhosllanerchrugog FC              | 3–1  |            |
|      | Shrewsbury Town FC – Newtown AFC                | 5–1  |            |

### Semifinaler
| Dato    | Kamp                                       | Res.   | Spillested                 |
| ------- | ------------------------------------------ | ------ | -------------------------- |
|         | Chirk AAA FC – Wrexham AFC                 | 0–0    | Shrewsbury                 |
|         | Westminster Rovers FC – Shrewsbury Town FC | [0]0–4 | ?                          |
| Omkampe |                                            |        |                            |
|         | Chirk AAA FC – Wrexham AFC                 | 0–0    | Racecourse Ground, Wrexham |
|         | Westminster Rovers FC – Shrewsbury Town FC | 3–1    | ?                          |

### Finale
| Dato  | Kamp                                 | Res. | Tilskuere | Spillested                 |
| ----- | ------------------------------------ | ---- | --------- | -------------------------- |
| 18.4. | Chirk AAA FC – Westminster Rovers FC | 2–1  | 4.500     | Racecourse Ground, Wrexham |